# Elaphoglossum craspedariiforme
Elaphoglossum craspedariiforme är en träjonväxtart som först beskrevs av Fée, och fick sitt nu gällande namn av Alexander Curt Brade och Arthur Hugh Garfit Alston. Elaphoglossum craspedariiforme ingår i släktet Elaphoglossum och familjen Dryopteridaceae. Inga underarter finns listade.